# Kathryn Witt
Kathryn Witt (Miami, 30 novembre 1950) è un'attrice e produttrice cinematografica statunitense.
È nota per aver preso parte a celebri serie televisive  statunitensi come Angeli volanti, A-Team e Riptide, e per aver recitato in film come Una strana coppia di sbirri, Troppo belle per vivere e Star 80. 

## Biografia
È nata a Miami il 30 novembre 1950 e nel corso della sua carriera ha affiancato al lavoro di attrice anche quello di produttrice cinematografica.

## Filmografia

### Attrice

#### Cinema
- Al tropico del cancro, regia di Giampaolo Lomi, Edoardo Mulargia (1972)
- Una strana coppia di sbirri (Freebie and the Bean), regia di Richard Rush (1974)
- Lenny, regia di Bob Fosse (1974)
- Troppo belle per vivere (Looker), regia di Michael Crichton (1981)
- Star 80, regia di Bob Fosse (1983)
- Cocaine Wars, regia di Héctor Olivera (1985)
- Demon of Paradise, regia di Cirio H. Santiago (1987)
- Philadelphia, regia di Jonathan Demme (1993)

### Televisione
- Angeli volanti (Flying High) – serie TV, 19 episodi (1978)
- Rendezvous Hotel – film TV (1979)
- Massarati and the Brain – film TV (1982)
- Riptide – serie TV, un episodio (1984)
- Matt Houston– serie TV, un episodio (1985)
- A-Team (The A-Team) – serie TV, un episodio (1985)
- Midas Valley – film TV (1985)
- Seasons in the Sun – film TV (1986)
- Il diario di Ellen Rimbauer (The Diary of Ellen Rimbauer), regia di Craig R. Baxley – film TV (2003)
- Kingdom Hospital – serie TV, un episodio (2004)
- A casa di Fran (Living with Fran) – serie TV, un episodio (2005)

### Produttrice cinematografica

#### Cortometraggi
- Cat and Mouse, regia di Alexander Holzman (2011)
- Volta, regia di Alexander Holzman (2011)

#### Cinema
- Miss Meadows, regia di Karen Leigh Hopkins (2014)